# IQ246〜華麗なる事件簿〜
『IQ246〜華麗なる事件簿〜』（アイキューにーよんろく かれいなるじけんぼ）は、TBS系「日曜劇場」枠で2016年10月16日から同年12月18日まで放送されたテレビドラマ。主演は織田裕二で同枠では『冗談じゃない!』以来9年半ぶりである。
IQ246の天才的頭脳を持つ現代の貴族男性に扮し、さまざまな事件を推理し活躍する姿を描く。

## 企画・制作
法門寺家外観のロケには鎌倉市の旧華頂宮邸（華頂博信侯爵邸）が使用されている。

## あらすじ
北鎌倉在住の貴族の末裔でIQ246の天才・法門寺沙羅駆は、その頭脳ゆえに日々退屈を持て余し、警察の事件捜査に首を突っ込んでいる。それを止めるお目付け役として護衛の名目で派遣された警視庁捜査一課の若手刑事・和藤奏子は、役目を果たそうとするものの沙羅駆に振り回され、彼に忠実に仕える執事・賢正も交えてその謎解きに巻き込まれてゆくストーリーが一話完結方式で描かれる。
一方、沙羅駆は各回の犯人に完全犯罪をそそのかす電子メールの送信者・13が自分と因縁のある犯罪コンサルタント・マリア・Tであることに気付き、別人になりすましていた彼女と対決する。逃走したマリア・Tは逮捕されるが、彼女が獄中にある間も13による犯罪は起こる。沙羅駆自身も犯罪容疑を受けるが、彼の無実を信じる和藤の奔走もあって疑いは晴れ、彼らの間には新たな絆が生まれる。
だが脱獄したマリア・Tはさらに沙羅駆の育ての父・賢丈や日本の要人・御前様の命と引き換えに国家機密を要求し、権力側に沙羅駆を自分の共犯者と伝え、混乱の中で和藤は瀕死の重傷を負う。未来に絶望し世界のリセットを考えるマリア・Tと、和藤に影響を受け仲間たちとの絆を信じる沙羅駆の二人は射殺命令の対象となる中、一対一の頭脳対決をし、マリア・Tはその結果毒薬を飲み倒れる。しかし、沙羅駆は彼女の命を救い、その死を偽装して法門寺邸で自分の監視下に置くという形の罰を与える。和藤が無事に復帰した法門寺邸で、沙羅駆はマリア・Tとよりよい人類の未来について対話を続け、いつの日か彼が事件捜査を再開することへ含みを持たせて物語は終わる。

## 登場人物
人物の年齢は初登場時のもの。

### 主要人物
法門寺 沙羅駆（ほうもんじ しゃらく）
演 - 織田裕二
法門寺家の長男で、第89代当主。北鎌倉在住で同地に広大な屋敷を構え、執事をはじめ多くの使用人を抱える。賢正ら使用人たちには「若様」「若」と呼ばれる。
貴族の落胤の末裔で、権力とは関係なく学問を追究してきた「学究派」の法門寺家は、公家や武家の儀式を司り、犯罪研究を行ってきたが、ある事件をきっかけに権力者からうとまれ、北鎌倉に存在を隠された。作中の現代でも宮内庁や警視総監クラスが関わる国家機密事項とされている。この家の長男にのみ表れるIQ246の異能を受け継ぐが、先祖の長男たちは天才であるゆえに、3分の2は時の権力者に不興をかい暗殺、3分の1は未来に希望を持てなくなり自殺しているため、平均寿命は29歳と短命であり、沙羅駆自身もそのような暗い思いを抱えている。
その頭脳で2018もの特許を取り著作を刊行し、映画ビジネスのコンサルタントなどをして資産を先代の30倍にするほど稼いでいるため、生活には困らないが、その高い知能指数ゆえにあらゆる事に楽しみを見出だせずつまらない毎日を過ごしている。「あー、暇だ」が口癖で、毎日を暇で時間を持て余しており、スマホで適当に暇つぶしを検索してその暇つぶしをやってみるが、大抵はそつなくこなして(もしくは完全マスター)しまってつまらなくなるため結局暇を持て余してしまう。
そんな彼が唯一熱中することが謎解きで自分が「解くに値する謎」を求めている。警察の事件捜査に首を突っ込み管轄外である警視庁の事件にまで手を出すため警察からは煙たがられており、警視総監直々の命令で「警護役」と称して事件に首を突っ込ませないように「お目付け役」を派遣されている。和藤に対しては、その名前を無駄な情報扱いして当初から名前を呼ぶことがなかったが、第8話の事件解決をきっかけに呼ぶようになる。
独身で、賢丈には家のために結婚と「お世継ぎ」を設けることを強く勧められているが、本人は恋をしたことがなく、子供を嫌っている。外出時には山高帽を愛用している。
事件現場や遺体の状態からすぐに犯行の様子を推論するのみならず、初対面の人間に対しても、その持ち物や所作から経歴や性格などを言い当てることができる。
事件解決に向けて考えをまとめる際には自宅の書庫で碁盤に向かい一人で囲碁を打つ。また外出先などでは頭の中に囲碁をイメージして思考することもある。
事件の謎を解いた際には、犯罪を犯した者に対して「あー、醜い醜い醜い……この犯罪、醜悪至極（しゅうあくしごく）なり！」と言い放つ（第4・7・8話を除く）。
マリア・Tとの関係については、和藤らから恋仲を疑われたが、賢正はお互いにしか分かりあえない関係と推察している。
名前の由来は「シャーロック・ホームズ」。法門寺＝ホームズ、シャーロック＝沙羅駆。
和藤 奏子（わとう そうこ）〈25〉
演 - 土屋太鳳
警視庁捜査一課所属・法門寺家護衛係。階級は巡査。暴走族制圧のために拳銃を使用した一件により、交通課から現職に転属する。実質は沙羅駆が事件に手を出さないよう止めるのが役目だが、中盤以降は彼の事件捜査に警察官としての権限を利用することを進んで行ったり、捜査一課刑事らとの間を取り持つなど積極的に協力するようになる。沙羅駆には徹底して小馬鹿にされ、平民呼ばわりされるが、第8話で彼の無実を証明するために奔走し、それまで呼ばれなかった名前を呼ばれるようになる。しかし沙羅駆・警視庁側双方に「役立たず」呼ばわりされてしまうキャラクターである。
正義感の強い猪突猛進型で、柔道初段。大食いかつスイーツに目がない。沙羅駆に捜査の邪魔と判断されると決まって豆乳を買いに行かされたり、睡眠薬を混ぜた菓子などを与えられ眠らされている（豆乳＝第5話以降、睡眠薬＝第1・5話以降を除く）。ただし、物語終盤には睡眠薬入り菓子には騙されなくなっており、ある程度の成長を見せる。
法門寺家では2階に護衛係専用の小さな部屋を与えられ住み込んでおり、広間にも専用のデスクがある。法門寺家護衛係はいずれも短期間で辞めており、2か月間以上在職した（第8話時点）のは彼女が初めてである。
美園麗子のファン。
沙羅駆に射殺命令が出された時、沙羅駆を庇って警察のスナイパーに撃たれ重傷を負うが、生還する。
名前の由来はシャーロック・ホームズの相棒「ワトソン」。
89代目 賢正（89だいめ けんせい）
演 - ディーン・フジオカ
法門寺家に仕える89代目の執事。沙羅駆の育ての親・賢丈の息子で葉巻愛好家。刑事の和藤をもしのぐ格闘力を持っている。
高校時代は棒高跳選手で、医師を目指していたが、その後沙羅駆に恩義を感じて人生を捧げる決意をし、法門寺家の執事を継いだ。彼の沙羅駆に対する忠誠心は、和藤や森本に同性愛関係とみられるほどであるが、沙羅駆は「もっと崇高（な関係）」と考えている。マリア・Tの存在を把握しており、彼女に騙され沙羅駆を殺害しようとしたが、彼に諭されて改心し、行き場のない身となって執事に採用されたという過去がある、このためマリア・Tに対しては、射殺も辞さないなどと過激な発言もし実際に銃を向けたこともある。
沙羅駆が外出する際には常に同行しているが、こっそりと屋敷を抜け出す彼に置いてけぼりにされて拗ねることもある。また、彼の思考について、自分はすべてを分かり得ていないとも考えている。
森本 朋美（もりもと ともみ）
演 - 中谷美紀
法医学専門医・監察医。第1話で発生した事件の遺体を別々に検視した結果、同じ答えを出した沙羅駆の推理能力に魅了されてその「脳細胞」のファンになる。彼を慕うあまり、本来外部に提供できない警察の情報をも教えてしまうが、彼からは貶されたり考えを否定されることが多く、それすらも恍惚として受け入れるため、和藤には「ドM」と評される。検視の遺体と記念写真を撮りひんしゅくを買うほどの死体好き。研究室では、毎回実験器具を使ってコーヒーやそばつゆのかえし、化学物質で再現した出汁などを作っている。
第6話ラストシーンでその正体がマリア・Tであることが判明する。
マリア・T（マリア・ティー）
演 - 中谷美紀
各回の犯罪者となる人物に、完全犯罪を指南するメールを送信する者。メール送信場面ではネイルアートを施し、赤い靴底のピンヒールを履く姿で登場するが顔は映らず正体不明。メール送信者名は13（じゅうさん）だが、沙羅駆はそれがアルファベットの13番目、すなわちM（エム）であると指摘するなど、いろいろな名で呼ばれる。沙羅駆や指南対象の犯人らの様子を監視カメラやWebカメラのハッキングを通じた盗撮で知り、それを沙羅駆に気付かれている。また法門寺家の執事たちもその存在を知っているが、マリア・Tは物語開始以前に死亡したとされており、一連のメールログは3年前のロンドンから送信したことになっている。
第6話ラストシーンで森本朋美と同一人物であることが判明する。IQは300ともいわれ、かつて世界的な犯罪コンサルタントとして沙羅駆と対立し、現在の姿は全身整形によって別人に成りすましたものである。
中谷は演じるにあたり、切り絵にしても分かるシルエットを重視したアレキサンダー・マックイーンの黒づくめのスーツ、シーム入りの網タイツ、安齋賢太作成の陶胎漆器のティーカップなどをマリア・Tの持ち物として用意し役作りしている。
名前の由来は「シャーロック・ホームズ」シリーズの「モリアーティ」（モリアーティ教授）。

### 警視庁
山田 次郎（やまだ じろう）
演 - 宮尾俊太郎
警視庁捜査一課の刑事。灘高等学校、東京大学、ハーバード大学を首席で卒業したが内心その能力を鼻にかけて周囲を見下している。また30代になってもハーバード大のグッズを愛用している。拳銃・柔術・英語・フランス語など多様な能力を持つ。いつも英語で話そうとし、今市に突っ込まれている。
今市 種子（いまいち たねこ）
演 - 真飛聖
警視庁捜査一課の刑事。山田とコンビを組む。現場叩き上げの刑事で、法門寺の分析によれば、男性に対するコンプレックスの塊であり、男言葉で話し張り合おうとする。広島県出身でカープファン。好きな映画は『仁義なき戦い』。
豊臣 英吉
演 - 佐伯新
捜査一課長。和藤へ護衛係の辞令を伝える。
棚田 文六（たなだ ぶんろく）
演 - 篠井英介
警視総監。賢丈の中学・高校・大学の同級生でライバル。

### 法門寺家
88代目 賢丈（けんじょう）
演 - 寺島進
法門寺家元執事で、88代目。賢正の父で沙羅駆の育ての親。普段は坐禅や釣りなどをして悠々自適に過ごしているが、沙羅駆とは携帯電話でやり取りをし、問題が起きると説教をするために駆けつける。賢正と同様マリア・Tの存在を把握しており、その件で情報を収集し連絡を取り合っている。89代目 賢正と同様に葉巻愛好家でもある。
法門寺 瞳（ほうもんじ ひとみ）〈25〉
演 - 新川優愛
沙羅駆の異母妹。父と後妻の間の娘。和藤と同い年で、一緒に出かけるなど仲良くなる。彼女には兄のような能力はないが、そのことに満足している。ピアノをたしなみ、自宅で室内楽とともに演奏することもある。
淀（よど）
演 - 佐藤真弓
法門寺家のお手伝い。
寧々（ねね）
演 - 信江勇
法門寺家のお手伝い。

### その他
足利 尊氏（あしかが たかし）
演 - 矢野聖人
森本のアシスタント。東都医科大学医学部・法医解剖室所属。妻子がおり、森本の過剰な仕事ぶりによる多忙のため家族サービスに苦労している。森本が姿を消して以降は解剖室で沙羅駆らの相手をしている。和藤が狙撃され病院に受け入れ拒否された際には、応急処置を請け負い、快気祝いでは特上カルビをさばいたり焼いたりもした。

### ゲスト

#### 第1話
早乙女 伸（さおとめ しん）
演 - 石黒賢
著名なCMクリエイティブ・ディレクターであり非喫煙者（電子タバコを愛用）でもある。
桜庭 彬子（さくらば あきらこ）
演 - 伊藤かずえ
桜庭社長夫人。資産家で人使いが荒い。タコの寿司が大好物でお抱えの寿司職人を自宅で雇っていた。
桜庭（さくらば）
演 - 佐戸井けん太
彬子の夫。衣料メーカー「サクラバウエア」の社長。早乙女のCMクライアント。
草野 キクエ（くさの キクエ）
演 - 加藤貴子
桜庭家に出入りしている花屋。
鈴木 なつ実（すずき なつみ）
演 - 広澤草
早乙女の部下。実は彼の制作CMのゴーストライター。
大山 千恵子（おおやま ちえこ）
演 - みかん
殺人事件の被害者。美容形成外科医。
夜明 陽出夫（よあけ ひでお）
演 - 星田英利
タクシー運転手。沙羅駆をタクシーの無賃乗車で訴える。

#### 第2話
前川 公平（まえかわ こうへい）
演 - 佐藤隆太
小学生向けの学習塾講師。元警察官。妹を誘拐殺人事件で失った過去がある。
前川のその後は物語上では描かれないが、第6話に登場するスポーツ新聞で容疑者として起訴されたことが報道されている。
日陰 景雄
演 ‐ 日下部千太郎
恵 俊彰
演 - 恵俊彰（友情出演）
実在するワイドショー番組『ひるおび!』の司会者。
江藤 愛
演 - 江藤愛（友情出演）
同・アナウンサー。
権藤 十三
演 - 村上航
10年前の少女連続誘拐殺人の容疑者だったが証拠不十分で釈放。
亜理紗
演 - 根岸姫奈

#### 第3話
滝乃川 美晴（たきのがわ みはる）
演 - 観月ありさ
カリスマ主婦モデル。賢正の高校時代の同級生。
下村 辰也（しもむら たつや）
演 - 岡田浩暉
鉄工所経営者。滝乃川不動産に土地建物を差し押さえられ倒産した。
下村 月代（しもむら つきよ）
演 - 占部房子
辰也の妻。
滝乃川 隆文（たきのがわ たかふみ）
演 - 高木渉
美晴の夫。滝乃川不動産社長。

#### 第4話
二本松 由里（にほんまつ ゆり）
演 - 国仲涼子
クラシック音楽のピアニスト。左利き。CD作品をリリースし、音楽大学でもピアノを教える。
土門 賢治（どもん けんじ）
演 - 金田明夫
外科医。大学病院で外科系統括部長を務める。地上50階建のタワーマンション最上階にあるペントハウスで、一人暮らしをしている。ジャズを愛好しCDを多数所有する。
岩村 加奈（いわむら かな）
演 - 丹野未結
二本松が講師をする音楽大学の生徒。二本松に憧れを抱く。

#### 第5話
千代能 光一（ちよの こういち）
演 - 成宮寛貴
拡張現実など最新技術を駆使した2人組アートユニット「バナナ&チョコ」の1人で「チョコ」にあたる。表に出ることを嫌う番田のため、取材など対外的対応をすべて引き受けている。
番田 要（ばんだ かなめ）
演 - 矢本悠馬
同ユニットメンバーで「バナナ」にあたる。気まぐれな性格で、表に出ることやオリンピックイベントなどの派手な活動を嫌い、千代能以外のアーティストに接触している。中華料理やスナック菓子が好物。
陽子（ようこ）
演 - 永尾まりや
バナナ&チョコのスタッフ。外巻きボブの髪型が沙羅駆に「タコさんウィンナー」のようだと評される。事件の前に、ハチに刺され騒ぎになる。
栗屋 太郎（くりや たろう）
演 ‐ 前田公輝

#### 第6話
笠原 壮一（かさはら そういち）
演 - 平岳大
画家。さまざまな公募展などに応募するが落選が続き、経済的に困窮している。弟殺しの犯罪によって裕福になり、自分の絵を置く画廊「メルセンヌ」を開く。
笠原 葵（かさはら あおい）
演 - MEGUMI
亮治の妻で離婚協議中。歯科衛生士。結婚前に壮一と交際関係にあり、彼が描いたセミヌード画のモデルになっていた。
笠原 亮治（かさはら りょうじ）
演 - 和田聰宏
壮一の弟。証券会社社員。投資相談に訪れた鈴木の担当者。壮一とは金銭的なことなどで不仲。
鈴木 守（すずき まもる）
演 -今野浩喜
殺人事件被害者。弁当工場労働者で、質素で真面目な生活を送り怨恨を受けることは考えられない人格のため、沙羅駆には「殺す価値のない」人物と評されるが、実は生前に6億円の宝くじの当たりくじを所持していた。趣味はフィギュア収集。

#### 第7話
美園 麗子（みその れいこ）〈36〉
演 - 山口紗弥加
ベテラン女優。非喫煙者。かつては人気女優だったが現在は助演を中心に活動している。出演するドラマの原作であるハリウッド映画「麗しの探偵」を子供のころに観て女優を志し、演技に対しては研究熱心。
千草 あやめ（ちぐさ あやめ）〈23〉
演 - 佐野ひなこ
人気上昇中の若手女優。喫煙者。マスコミの注目を浴びている。ヘアメイクの矢代とひそかに交際中。
矢代 幸太郎（やしろ こうたろう）
演 - 遠藤雄弥
ヘアメイク。以前に麗子と交際していたが別れたあとにあやめと付き合っている。

#### 第8話
牛田 寛人（うしだ ひろひと）
演 - 稲垣吾郎
警視庁捜査一課管理官。赤いネクタイを「正義のネクタイ」と称して着用し、キャンディをかみ砕く癖がある。妻子があるが離婚している。
優秀な人物であるが、8年前の誘拐事件の際、難航していた捜査を沙羅駆にわずか6時間で解決されキャリアに傷をつけられた。以来彼を敵視し、マリア・Tの一連の事件では、事件を起こしているのは彼女を操る沙羅駆自身であると決めつける。第8話の事件解決後は、沙羅駆に対する誤認逮捕と事件の解決を彼への「借り」としている。
宇野 正也（うの まさや）
演 - 河相我聞
キッチンカーでパニーニを販売する「Panini uno」店主。かつて九鬼が書いたデタラメスキャンダルで店を失い、妻も先立たれてしまう。その後は再起を図るため娘とともにキッチンカーを運営している。
九鬼 隆平（くき りゅうへい）
演 - 小島康志
誇張やデタラメなスキャンダルを書いてはそれをネタに金を要求するブラックジャーナリスト。かつて宇野正也の経営していた飲食店の仕入先が行っていた産地偽装をさも宇野がやったかのように誇張して書いた記事で閉店に追い込む。キッチンカーをしていた宇野に再び近づいてきた。
青いジャンパーの男
演 - 山崎画大
スリ。奏子に現行犯で捕まり、殺人事件の手掛かりが袖から見つかる。

#### 第9・第10（最終）話
黒木 影丸（くろき かげまる）
演 - 鈴木卓夫
御前会議幹部。
毛利 一（もうり はじめ）
演 - 菅原大吉（第9話のみ）
順新堂病院の病院長。
御前様（ごぜんさま）
演 - 井上真樹夫
御前会議トップの老人。御前会議は日本の政財界を「設計」してきたとされ、要人として扱われる。
法門寺家に対しては上位にあり、その世話をしてきた一方、彼らに対する暗殺に関わってきたことが示唆されている。
武田 洋一（たけだ よういち）
演 - 矢柴俊博（第9話のみ）
順新堂病院の医師。しかし実は、同病院の医療ミス被害者の遺族によるなりすましで、マリア・Tの指示を受けている。
大山 雅代（おおやま まさよ）
演 - 千葉雅子（第9話のみ）
看護師
演 - 鳳恵弥（最終話のみ）
賢丈が入院する病院の看護師。賢丈に見込まれ沙羅駆の見合い相手候補になる。

## スタッフ
- 脚本：泉澤陽子、栗本志津香、木村涼子[14]
- 音楽：井筒昭雄
- ティザー監督：関和亮
- 協力プロデュース：韓哲、高山暢比古
- プロデュース：植田博樹
- 演出：木村ひさし、坪井敏雄、韓哲
- 製作著作：TBS

## エピソードリスト
| 話数 | サブタイトル                                     | 初回放送日 | 脚本       | 演出       | 視聴率 |
| --- | ------------------------------------------------ | ---------- | ---------- | ---------- | ------ |
| 1 | 天才貴族が汚れたクリエイターの完全犯罪を突き崩す | 10月16日   | 泉澤陽子   | 木村ひさし | 13.1%  |
| 警視庁の刑事・和藤奏子は貴族の末裔・法門寺沙羅駆の護衛係を命じられ北鎌倉の法門寺家に勤めることになるが、沙羅駆とはIQ246の天才で、その存在は国家的機密になっており、彼が退屈しのぎのために事件捜査に勝手に手を出すためそれを止めるという名目であった。着任の日も沙羅駆は捜査一課の山田・今市刑事のコンビが関わる事件の真相を指摘し、監察医である森本朋美はその推理の鮮やかさに沙羅駆のファンになってしまう。 沙羅駆は資産家の桜庭夫妻から行方不明の使用人を捜査するよう依頼され、夫妻がクライアントのCM制作者・早乙女を紹介されるが、彼の会社内で社員殺害事件が発生する。実は早乙女が彼のゴーストライターを務める愛人を殺害したもので、外部からの強盗殺人と判断されたものの沙羅駆は早乙女に不審を抱く。推理の末、沙羅駆はCM発表会の舞台裏で共犯者を殺害しようとする早乙女にトラップを仕掛け、真相を暴くが、彼の犯行の裏に完全犯罪を指南する「13」と名乗る人物の存在を知る。 |                                                  |            |            |            |        |
| 2 | 命の心理戦!! 連続自殺の謎を解く                  | 10月23日   | 泉澤陽子   | 木村ひさし | 12.4%  |
| 法で裁かれなかった犯罪者が次々に自殺し、流行の漫画「キルリスト」の内容に酷似していると噂になる中、沙羅駆はこれが連続殺人だと指摘する。これら事件は妹を誘拐され殺された過去を持つ塾講師の前川公平が、児童虐待加害者を狙って行っており、ついには出所した妹の事件の犯人を殺害する。彼も13の指南を受けており、警察官だった過去を利用して犯行を組み立てていた。沙羅駆はその真相を暴いたうえで、彼と犯行に使われた薬で命をやり取りした賭けをする。沙羅駆は彼を通報することはせず、前川は自分自身で犯行の責任を負う決意をする。 |                                                  |            |            |            |        |
| 3 | 執事の愛                                         | 10月30日   | 泉澤陽子   | 坪井敏雄   | 10.1%  |
| 沙羅駆の執事・賢正は高校時代の同級生・滝乃川美晴と再会する。人気のモデルかつ、不動産会社社長の隆文と結婚したセレブ妻として人も羨む地位にある美晴だが、隆文の不貞を知り、彼を恨む下村辰也を利用して殺害したのち、辰也を自分で殺害して相討ちに見せかける。だが沙羅駆は美晴の犯行を疑い、賢正は沙羅駆に反発、解雇を言い渡される。和藤は二人の仲を心配するが、賢正は美晴の元へ行き、真相を知るといって彼女を強請る下村の妻・月代を殺害しようとする計画に加わる。しかしこれは決定的証拠をつかむために美晴にしかけた沙羅駆と賢正の罠で、美晴は逮捕される。美晴に犯行を思いとどまらせようとしていた賢正は心を痛めるも、沙羅駆に対する揺るぎない忠誠を語る。一方、沙羅駆は13こと「マリア・T」が自分たちを盗聴・盗撮していることに気付いていた。 |                                                  |            |            |            |        |
| 4 | 天空の密室に響く殺人協奏曲                       | 11月06日   | 栗本志津香 | 坪井敏雄   | 11.7%  |
| ピアニストの二本松由里は、対立関係にある外科医・土門賢治に殺意を抱き、13のメールを受けて彼の住む部屋を密室に仕立て強盗被害に見せかけて殺害、タワーマンション高層階での事件は「天空の密室殺人」と騒がれる。沙羅駆は事件を推理し、土門の部屋にただ1枚あったクラシックCDのアーティストである二本松に会う。土門の患者だった二本松だが深い関係は否定する。沙羅駆はしつこく彼女を追いながらも、ピアノを通した交流でその才能に感銘を受ける。さらに彼女の完全なアリバイが成立する時間に土門と電話したという第三者証言が現れる。しかし沙羅駆は最終的に二本松に対しブラフを仕掛け、彼女と土門の真の関係や、死に際して彼女をかばった土門の行動を謎解きし、犯行を認めた二本松を「残念です」と見送る。他方で賢正とその父・賢丈は、死んだはずのマリア・Tが13として活動しているという情報を共有する。 |                                                  |            |            |            |        |
| 5 | 錯覚じゃなかった男達の友情                       | 11月13日   | 木村涼子   | 韓哲       | 10.1%  |
| 沙羅駆ら一行は拡張現実技術を駆使したアーティストユニット「バナナ&チョコ」の関連イベントを見にゆくが、そこで同ユニットの一人・番田要の転落死に遭遇する。目撃者となった和藤とともに、沙羅駆は捜査に立ちあい、転落直前の番田の奇妙な行動や、ユニットの方向性を巡る諍いがあったことなどから番田の相棒である千代能光一に疑いを向ける。沙羅駆は決定的な答えを出せず焦るものの、和藤との対話からヒントを見出しそのトリックを暴く。だが、またしても背後に「13」の存在があると知り苦悩する沙羅駆に、マリア・Tからの電話が掛かる。 |                                                  |            |            |            |        |
| 6 | 才能買う画家が描く殺しの絵                       | 11月20日   | 栗本志津香 | 木村ひさし | 10.4%  |
| ある日沙羅駆は、人畜無害で殺される理由の分からない鈴木守という男性が殺害された未解決事件に興味をひかれる。捜査を始めた沙羅駆が推理した通りに事件は連続する。鈴木は宝くじで6億円を当てており、それを知った証券会社の笠原亮治に殺されくじを奪われていた。亮治の兄で売れない画家の壮一は、弟に借金を申し込むも断られ、亮治の妻でかつて自身の恋人だった葵を通じて宝くじの存在を知り、葵と共謀して弟を殺害し強奪する。これで困窮した生活から抜け、自分の絵を売るために画廊を開く壮一だったが、沙羅駆は彼を追い詰め、葵に罪を自覚させ自首するよう説得する。壮一は沙羅駆を罠にはめ殺害しようとするが失敗し、皮肉にも犯行直前に自身の絵が海外で受賞していたことを指摘される。 事件は解決したが現場にはマリア・Tが壮一に渡した時限装置があり、それを手にした和藤を庇った沙羅駆は装置が噴出する気体を浴びる。彼は危険を訴え、自分だけを残して現場から一同を避難させたうえで封鎖させる。彼を助けに来た森本は、到着すると防護服とマスクを脱ぎ、マリア・Tとしての顔を沙羅駆の元に顕す。 |                                                  |            |            |            |        |
| 7 | 完全犯罪を名女優は演じきる                       | 11月27日   | 泉澤陽子   | 坪井敏雄   | 10.0%  |
| 沙羅駆はマリア・Tが開発した新種ウイルスを浴びるが、当初から彼女の正体を見抜いてワクチンを開発し接種していたため、死を逃れるも体調を崩す。対決後逃走したマリア・TのPCには次の行動場所と思われるテレビ局の座標があり、沙羅駆は一同と調査に出かける。局内ではドラマ「麗しの探偵」の撮影が進んでおり、犯人役を演じる美園麗子と主演の若手女優・千草あやめが共演していたが、美園は千草に殺意を抱き、13のメールに従い、彼女と服装を交換して行動、ストーカーによる人違いに見せかけて千草を殺し、代役として主演の座を手にする。推理が進み、美園と対話する沙羅駆との時間は、やがてデートのようになってゆく。だが沙羅駆の予想通り、美園の前に本物のストーカーが現れ、彼女はことの真実を告白してしまう。美園の動機は想像された恋愛のもつれではなく、作品への思い入れや千草の演技への姿勢を許せなかったためだが、その気持ちを理解した沙羅駆は、お蔵入りになるであろうドラマの権利を買い取る決意をする。 その後、一同はマリア・Tが予想に反してあっさりと警察に確保されたことを知る。 |                                                  |            |            |            |        |
| 8 | 真犯人は法門寺沙羅駆。                           | 12月04日   | 木村涼子   | 韓哲       | 10.3%  |
| 和藤のPCがハッキングされ、警視庁への沙羅駆に関する報告書が流出、彼のこれまでの活躍が広く報道され時の人となる。続けて都内では業界で悪評高いブラックジャーナリスト・九鬼の刺殺体が発見されるが、現場や周辺には沙羅駆の犯行と示す証拠が多数発見され、彼は殺人容疑で連行される。さらに捜査の指揮を執る管理官は、8年前沙羅駆に恥をかかされた因縁のある牛田寛人で、彼はこの事件ばかりかマリア・Tの事件群も沙羅駆が彼女を操って行ったものと考え敵意を露わにする。和藤は責任を感じ、世間でバッシングを受ける沙羅駆の無実を信じるが、賢正はなぜか無関心な態度を取る。彼女は沙羅駆に推理の大切さを諭され、上司らの禁止を押し切り、自分自身の推理によって謎に迫る。やがて通い詰めた目撃現場での証言や、ひそかに調査をしていた賢正の手に入れた証拠、山田刑事らの協力などにより、沙羅駆の無実が証明される。しかしこの真犯人もまた13の指南を受けていると知った和藤らは困惑する。釈放された沙羅駆は着任以来初めて和藤の名前を呼び、彼女への謝辞を表す。そのころ、獄中のマリア・Tは、ひそかに手にした薬を飲み倒れる。 |                                                  |            |            |            |        |
| 9 | マリア・T 死後に犯す完全犯罪                     | 12月11日   | 泉澤陽子   | 坪井敏雄   | 9.3%   |
| マリア・Tは獄中で服毒自殺する。しかし遺体を検分した沙羅駆は、それが別人の遺体に彼女の顔のマスクをかぶせたものと見抜き、逃走したことを知る。沙羅駆は、御前会議から要請された要人「御前様」の警護を断り彼女の行方を追うことに専念するが、その矢先賢正の父・賢丈が交通事故に遭い、手術が行われる病院の電気がマリア・Tにハッキングされる。しかも同じ病院に御前様も入院し、賢丈と同様手術が行えず命の危険に晒されていた。沙羅駆は病院の状況を調べ、同院の医療ミスに恨みを持つ人物がいることを指摘し、内部犯行を疑う。一方背後のマリア・Tは御前様の命と引き換えに、日本銀行データベースのパスワードを要求し、国家を揺るがす事態となってゆく。沙羅駆と和藤は病院内の共犯者を探し出し、説得して病院のハッキング解除に成功する。 その後マリア・Tのアジトを探し出した沙羅駆は、そこで彼女と犯罪や社会の格差、殺人の是非に関する対話を交わすが、そこへ賢正が乱入し、和藤の説得も聞かずマリア・Tを銃撃しようとする。しかし銃弾はマリア・Tを庇った沙羅駆に傷を負わせ、賢正に対し沙羅駆は殺人を戒めた上で労わる。その隙に逃走したマリア・Tは、警視総監になりすまして機動隊に沙羅駆を彼女の共犯者として射殺するよう命令を伝え、沙羅駆たちは駆け付けた隊に囲まれる。 |                                                  |            |            |            |        |
| 最終話 | 絆VS頭脳!! 命を懸けた闘い                        | 12月18日   | 泉澤陽子   | 木村ひさし | 7.8%   |
| 機動隊に囲まれた一同は対抗して逃走するが、沙羅駆を物陰から狙うスナイパーから庇おうとした和藤が被弾し瀕死の重傷を負う。一方でマリア・Tは日本中の電力をハッキングして危機に陥れ、病院は電力不足と沙羅駆の指名手配を理由に和藤の治療を拒否する。沙羅駆は憤り、世界に絶望すら覚え、和藤を救うため犯罪に手を染めようとするが、彼女にたしなめられて作戦を改め、マリア・Tによる日本国家からの個人情報データ強奪を拒む。だが彼女は自分が法門寺邸にいることを伝え、一同は急ぎ屋敷に戻る。 マリア・Tは、沙羅駆と一対一で対話し、未来への絶望と世界のリセットのための行動であると語るが、和藤の成長やその純粋さに感銘を受けていた沙羅駆はその考えを否定し、周囲の人々との絆と共闘でマリア・Tの頭脳に立ち向かうと告げる。マリア・Tは一部に毒薬の混ぜられた薬数錠を用意し、それをお互いに選び相手に飲ませるという賭けを提案、沙羅駆はこれに乗る。最終的に、沙羅駆の思いを悟ったマリア・Tは毒薬をわざと自分の側に選び、彼を生かし自分が死ぬという道を選ぶ。一方、御前会議は法門寺家の排除を考え、沙羅駆を射殺する命令を改めて下すが、賢丈は沙羅駆がマリア・Tから奪い返した極秘データを手に取引しそれを中止させる。解決後、和藤は治療を受け、無事生還する。 後日、和藤の快気祝が法門寺家で行われ、その席で権力側には死亡したと伝えられたマリア・Tが、沙羅駆の命じた手当てにより生きていたことが分かる。沙羅駆は彼女にこれまでの罪を生きて償わせるためとして、殺人衝動を感知してIQを低下させるという首輪を付けた上で、自分の監視下に置くと告げていた。マリア・Tは沙羅駆が世界に絶望するまで法門寺家に留まると言い、沙羅駆は諦めずにより良い未来を考え続けると答える。 |                                                  |            |            |            |        |

平均視聴率 10.5%（視聴率はビデオリサーチ調べ、関東地区・世帯・リアルタイム）

## 評価
エキレビ!のライター・北村ヂンは第1話放送後、メインキャラクターの名前は法門寺沙羅駆がシャーロック・ホームズ、和藤奏子がワトソンのもじりであることや、主人公のキャラクター作りに『相棒』の杉下右京や『名探偵ポワロ』など、天才的推理力を持つ名探偵キャラクターの影響を感じさせると指摘し、それを織田裕二が演じたことについては、織田自身の持つ熱血漢のイメージを払拭して新境地を目指す意欲を感じ、「天才過ぎてバカに見える」過剰なキャラクターの長期シリーズ化を見てみたいとしつつも、違和感を拭えなかったと吐露している。またストーリーとトリックについては、超絶頭脳による推理よりも強引なトラップによる解決が目立ち、もっと理詰めの謎解きを見たかったという感想を残した。

## 受賞
- ジャパンアクションアワード2017
  - ベストアクション男優賞 優秀賞：ディーン・フジオカ「IQ246」[29][30]

## 関連商品
ホームメディア
『IQ246〜華麗なる事件簿〜』DVD BOX＆Blu-ray BOX
それぞれ製作著作・発売元：TBS・販売元：TCエンタテインメントにて2017年3月29日発売。本編5枚+特典1枚の6枚組。

サウンドトラック
TBS系 日曜劇場「IQ246〜華麗なる事件簿〜」オリジナル・サウンドトラック
Anchor Recordsより2016年12月7日発売。全26曲。品番：UZCL-2099。

ノベライズ
- （脚本）泉澤陽子、栗本志津香、木村涼子、（ノベライズ）木俣冬『IQ246〜華麗なる事件簿〜』扶桑社
  - 上巻 - 2016年12月2日発売、ISBN 978-4594076290
  - 下巻 - 2016年12月27日発売、ISBN 978-4594076306